# 张家山乡
张家山乡是中国陕西省榆林市吴堡县下辖的一个乡。

## 行政区划
张家山乡下辖以下行政区：
张家山村、宋家沟村、上园子沟村、寺沟村、赵家圪崂村、马蹄岔村、上李家沟村、上高家庄村、周家墕村、景家山村、路墕村、薛家山村、高家山村、白洛现村、晓寺则村、上新庄村、冉沟村、高家塄村、格针庙村、宽滩村、宽洪坪村、马家石村、张家沟村、温家湾村